# Linköpings stifts bibelsällskap
Linköpings stifts bibelsällskap var en förening och bibelsällskap i Linköpings stift. 

## Historik
Linköpings stifts bibelsällskap bildades 1818 eller 1819 och var ett bibelsällskap i Linköpings stift. Det hade fram till 1873 spridit omkring 10 000 helbiblar och 85 000 böcker med Nya Testamentet. Sällskapet hade sin förvaring i Linköping, Norrköping, Skänninge, Vadstena, Vimmerby och Ringarum.

## Befattningar

### Sekreterare
- 1819: Marcus Wallenberg
- 1825: Isak Herman Kinnander
- 1836–1847: Johan Isaac Håhl
- 1847–1857: Johan Henrik Wilhelm Steinnordh
- 1901: Gottfrid Westling

### Skattemästare
- 1828–1853: Per Niclas Dahlgren
- 1853–1876: Johan Fredrik Landerstedt